# ولید سالم اللامی
ولید سالم اللامی (عربی: وليد سالم إدويريج اللامي؛ زادهٔ ۵ ژانویهٔ ۱۹۹۲) یک بازیکن فوتبال اهل عراق است.
وی همچنین در تیم ملی فوتبال عراق بازی کرده‌است.